# Egnsplanvej
Egnsplanvej er en større vejforbindelse i det sydøstlige Aalborg. Vejen forbinder fra vest bydelene Hobrovejskvarteret og Gug med Hadsund Landevej i øst nord for Gistrup. Den vestligste del af vejen skaber forbindelse til Nordjyske Motorvej (E45) (afkørsel 28) samt Hobrovej og Ny Nibevej. Vejen udgør den nordligste del af Sekundærrute 507.
Vejen har været planlagt i en længere årrække med arealreservationer, og er opført til at betjene opførelse og drift af Nybyggeriet Aalborg Universitetshospital. Navnet er en parallel til Byplanvej, som ligger få kilometer nordligere i Gug.

## Historie og tidsplaner
- 1968: Egnsplan for Aalborg-Nørresundby området viser og nævner Egnsplanvej sammen med planer for en tredje Limfjordsforbindelse.[1] Arealreservationen ændres i en Regionplan før 1990.
- 2005: Vejudbygningsplanen peger på behov for vejen.
- Juni 2009: VVM-redegørelse.
- 27. maj 2013: Ekspropriationsbeslutning.
- Sommer - efterår 2013: Arkæologiske undersøgelser.
- Efterår 2013: Udbud i totalentreprise.[2]
- 11. februar 2014: Kontraktindgåelse med entreprenørfirmaet M. J. Eriksson A/S.
- Foråret 2014 - ultimo 2017: Anlægsarbejder:
  - 11. juni 2014: Første spadestik.[3]
  - 20. oktober 2014 er anlægsarbejdet indstillet, idet kommunen har glemt at godkende omlægning af et vandløb og at høre naboer.[4] Afbrydelsen forventes at vare til omkring 1. december, men trækker ud, idet man også har glemt at søge tilladelse til at grave sand.[5]
  - Maj 2015: Det erkendes, at afbrydelsen vil forsinke færdiggørelsen af vejen med et år fra november 2016 til ultimo 2017.[6]
  - September 2015: Det forudses, at forsinkelsen og ekstra krav fra Vejdirektoratet vil gøre projektet op mod 30 mio.kr. (10%) dyrere.[7]
  - September 2016: Motorvej E45 spærres fire nætter mens præfabrikerede brofag lægges op.
- 13. juni 2016 drøfter byrådet i Aalborg et notat udarbejdet af By- og Landskabsforvaltningen.[8] Det konkluderes, at man generelt har været for optimistiske, herunder taget statens medvirken for givet.
- I april 2017 fremlægges en revideret projektplan, som skyder åbningen af vejen til ultimo 2017 og tilslutningsanlæget til E45 til medio 2018.[9]
- Medio november 2017 kan Nordjyske berette, at åbningen bortset fra tilslutningen til E45 er fastlagt til 21. december 2017.[10]
- 21. december 2017 åbnes hovedparten af vejen fra den vestlige Vissevej ved Gug til Hadsund Landevej i øst, samt hovedparten af sidevejene til denne strækning. Til samme stykke af Vissevej er anlagt en midlertidig forbindelse indtil den endelige tilslutning videre vestpå er færdig.
- I februar 2018 udskydes den endelige åbning af vejen til 1. kvartal 2019, idet dele af vejen dog vil blive åbnet successivt. Den sene åbning er bl.a. begrundet i, at kontrakten skulle genforhandles, og at den senere åbning gav en lavere pris.[11]
- I August 2018 lukkedes først frakørslen og siden tilkørslen på østsiden af Nordjyske Motorvej i 14 dage, hvorefter de er koblet til broen over motorvejen som senere skal benyttes af Egnsplanvej. Den gamle bro over motorvejen blev dermed frigivet og senere nedrevet for at gøre plads til ændret forløb for til- og frakørslerne.
- 21. september 2018 blev der åbnet for forbindelsen over E45 og videre til Visse/Gug med åbning af det østlige rampekryds (lyskryds). Samtidigt blev Indkildevejs bro over E45 lukket for andet end cykler og gående og Mariendals Mølle motorvejen inddraget i Egnsplanvej.
- I marts 2019 annonceres det, at vejen skal åbnes med Egnsplanvejløbet den 23. juni 2019.[12]
- Den 9. maj 2019 aflyses/udskydes indvielsen, idet der er konstateret fejl og mangler i afvandingsledninger under vejen.[13]
- Den 19. august 2019 aflyses indvielsen, idet man allerede har kunnet anvende vejen i et halvt år. Skader på rør under vejen er udbedret, men der udestår drænrør langs vejen samt slidlag. Det overvejes at ændre vejkrydset til Zeusvej midt på vejen, hvor der allerede er kapacitetsproblemer.[14]
- 23. september 2019 kan Nordjyske Stiftstidende melde vejen færdig.[15]